# Muzeum Dzwonów i Fajek
Muzeum Dzwonów i Fajek – Oddział Muzeum Narodowego Ziemi Przemyskiej istniejący od 1 września 2001 roku, mieszczący się w osiemnastowiecznej Wieży Zegarowej przy ulicy Władcze. Muzeum jako jedyne w Polsce prezentuje eksponaty związane z fajkarstwem oraz ludwisarstwem – rzemiosłami, które w Przemyślu mają długą tradycję.

## Siedziba

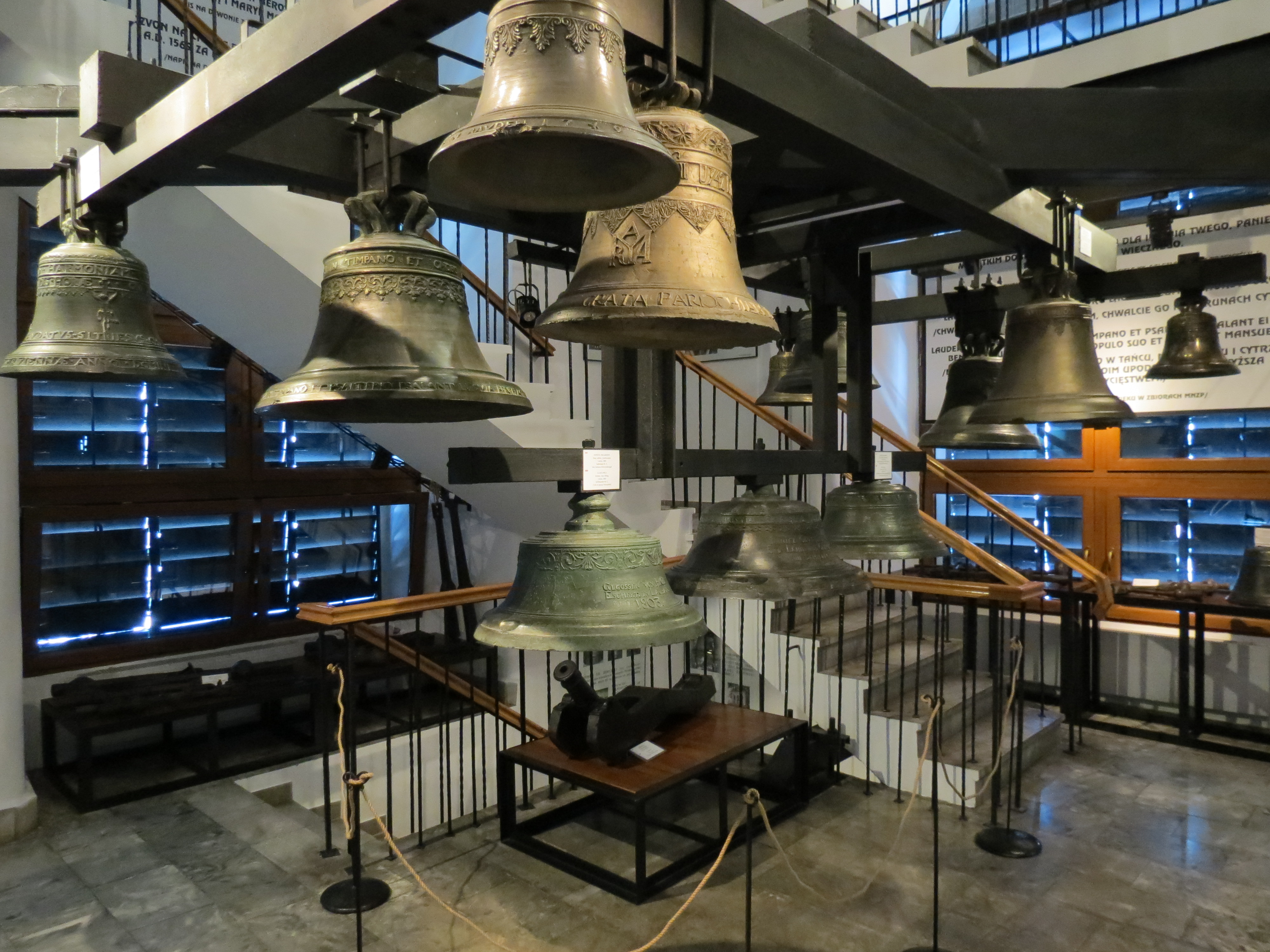
Wnętrze Wieży Zegarowej - Muzeum Dzwonów i Fajek

Wieżę Zegarową, w której znajduje się Muzeum Dzwonów i Fajek wybudowano w latach 1775–1777 jako dzwonnicę dla nowo powstającej katedry greckokatolickiej i taką funkcję spełniała przez pierwsze 10 lat swojego istnienia. Przez kasatę józefińską ostatecznie cerkwi nie wybudowano, a wieża stała się własnością miasta. Do 1907 roku używano jej jako wieży strażniczej, uprzednio dobudowując jej galeryjkę i urządzając lokum dla strażnika. W latach 20. XIX wieku zamontowano na wieży zegar wraz z dzwonami.
W 1863 roku na wieży wybuchł pożar. Przy naprawie szkód zmieniono zwieńczenie, galeryjki zastąpiono balustradą, a na szczycie dobudowano budkę. W 1888 roku w wieży znajdował się skład cukru. W 1907 roku „obserwatorium pożarowe” zostało przeniesione do dzwonnicy katedry rzymskokatolickiej, a w wieży znajdował się m.in. skład obuwia prowadzony przez Mieczysława Hasso Agopsowicza, handlarza pochodzenia ormiańskiego.
W 1925 roku na wieży wykonano kolejną modernizację barierek i budki na szczycie. Przez następne lata prowadzono prace wewnątrz budynku, by w 1934 roku otworzyć „Bar pod Wieżą”, który był czynny do wybuchu wojny, zaś po 1945 roku na wieży ulokowano wypożyczalnię książek, a także biuro i schronisko PTTK. W 1960 roku ulokowano tam lokalny radiowęzeł i studio nagrań.
W 1983 roku Wieża Zegarowa stała się własnością Muzeum Narodowego Ziemi Przemyskiej. Od tego czasu trwały tam prace remontowe przystosowujące budynek do celów ekspozycyjnych, ale dolne kondygnacje były użytkowane jeszcze od 1993 do 1996 roku przez fundację „Auxilium”, a w latach 1996–2001 przez Wojewódzki Ośrodek Informacji Turystycznej.
Od 22 września 2001 roku w Wieży Zegarowej działa Muzeum Dzwonów i Fajek, Oddział Muzeum Narodowego Ziemi Przemyskiej.